# 3616 Glazunov
3616 Glazunov је астероид главног астероидног појаса са средњом удаљеношћу од Сунца која износи 2,601 астрономских јединица (АЈ).
Апсолутна магнитуда астероида је 12,2.